# Reginald Aldworth Daly
Reginald Aldworth Daly (18 de marzo de 1871 – 19 de septiembre de 1957) fue un geólogo canadiense. 

## Biografía
Daly se formó en la Universidad de Toronto, donde el geólogo A.P. Coleman le persuadió para que se dedicase a la enseñanza de las Matemáticas y de las Ciencias de la Tierra. Obtuvo su doctorado en la Universidad de Harvard, con formación de posgrado en Alemania y Francia. Después de trabajar como geólogo de campo para la Comisión Internacional de la Frontera Canadiense, obtuvo el cargo de profesor y director del Departamento de Geología en la Universidad de Harvard, que desempeñó desde 1912 hasta 1942.
Trabajando en seis estaciones de campo para la Comisión de la Frontera, Daly cartografió la línea fronteriza entre Canadá y los Estados Unidos desde el Océano Pacífico a las Grandes Planicies, una franja casi siempre abrupta de 640 km de longitud y entre 8 y 16 km de anchura – con un área de aproximadamente 6400 kilómetros cuadrados. Documentó la geología prácticamente en solitario, únicamente con el auxilio de un ayudante de campo y de numerosos jinetes y porteadores. Recogió 1.500 especímenes de roca y confeccionó 960 secciones delgadas para su análisis petrográfico, utilizando una técnica de pulimento alemana que aprendió siendo estudiante. El proyecto también incluyó 1.300 fotografías, docenas de sondeos en lagos, estratigrafía y cartografía estructural, petrología, y morfología. En 1912 archivó su informe final con el Informe Geológico de Canadá, un monumental documento de 3 volúmenes que denominó "North America Cordillera: Forty-Ninth Parallel" (Cordillera de América del Norte: Paralelo Cuarenta y Nuave). Este trabajo a lo largo del paralelo 49° le llevó a formular una teoría sobre los orígenes de rocas ígneas, y más tarde publicó su trabajo seminal "Igneous Rocks and Their Origin" (Rocas Ígneas y Su Origen) en 1914.
Según el biógrafo de Daly, James Natland, Daly fue uno de los primeros en proponer lo que luego se conocería como teoría de Arthur Holmes y Alfred Wegener sobre la deriva continental. Daly compendió sus ideas en su libro de 1926 "Our Mobile Earth" (Nuestra Tierra Móvil), que incluía en la portada la impresión en letra pequeña de la frase de Galileo: "E pur si muove". La teoría de Daly sobre el desplazamiento continental estaba basada en parte en la idea de que después de que el material que conformó la Luna fuese expulsado de la Tierra, el movimiento continental era una parte inevitable del reequilibrio del planeta; también sugirió que el material continental acumulado en los océanos cercanos finalmente deslizaba, forzando a los continentes a arrastrarse. Expandió esta idea en su obra "Strength and Structure of the Earth" (Fuerza y Estructura de la Tierra) de 1940, donde Daly anticipó algunos aspectos de la tectónica de placas, incluyendo la introducción de una "corteza mesoesférica" (manto) y de un sustrato de deslizamiento vítreo basáltico.
Daly también propuso la teoría del gran impacto para explicar el origen de la Luna en 1946, que contrarrestó las dos ideas prevalentes hasta entonces: la hipótesis de George Darwin de que la Luna fue expulsada de la Tierra primordial debido a la fuerza centrífuga; y otra teoría de moda en estos años que afirmaba que la Luna podría ser un asteroide errante capturado por la Tierra. Daly aplicó la física newtoniana para sostener su hipótesis, que validó posteriormente. 
Daly fue galardonado con la Medalla Penrose en 1935, la Medalla Wollaston en 1942 y la Medalla William Bowie en 1946. En 1950 fue nombrado miembro extranjero de la Real Academia de Artes y Ciencias de los Países Bajos.

## Reconocimientos
- El mineral dalyite[7]
- El cráter lunar Daly.
- El cráter marciano Daly.
- Su casa de Cambridge, Massachusetts, (la Reginald A. Daly House) es ahora un Hito Histórico Nacional.

## Lecturas relacionadas
Mather, Kirtley (1970–80). "Daly, Reginald Aldworth". Dictionary of Scientific Biography 3. New York: Charles Scribner's Sons. pp. 547–548. ISBN 978-0-684-10114-9. 
- Robert M. Hazen: Reginald Aldworth Daly (1871-1957). Archivado el 24 de mayo de 2009 en Wayback Machine. Daly′s Biography, American Geophysical Union
- [http://www.gsajournals.org/perlserv/?request=get-document&doi=10.1130%2F1052-5173(2006)16[0024%3ARADETO]2.0.CO%3B2 James H. Natland: Reginald Aldworth Daly (1871–1957): Eclectic Theoretician of the Earth.] GSA Today, vol. 16, no. 2, 2006
- Francis Birch: Reginald Aldworth Daly, 1871-1957, A Biographical Memoir National Academy of Sciences, Washington, DC, 36 pp., 1960